# Wang Xiaoming (Tischtennisspielerin)
Wang Xiaoming (* 14. Juni 1963 in Yibin (Provinz Sichuan)) ist eine französische Tischtennisspielerin chinesischer Abstammung. Sie ist Europameisterin im Mixed. Sie hält den Schläger in Shakehand-Stil.

## Werdegang
In China gehörte Wang Xiaoming nicht zur absoluten nationalen Spitze der Tischtennisspielerinnen, sie wurde 1982 auf Rang 16 der nationalen Rangliste geführt. In diesem Jahr übersiedelte sie nach Frankreich und schloss sich dem Verein AC Boulogne-Billancourt an. Im Juli 1987 erhielt sie die französische Staatsbürgerschaft. Von da an war sie für die Nationalmannschaft Frankreichs spielberechtigt.

## Erfolge
Viermal wurde sie für Weltmeisterschaften nominiert: 1987, 1989, 1991 und 1995. Dabei holte sie 1991 mit den französischen Team Bronze. Bei der WM 1989 erreichte sie im Einzel als einzige Europäerin das Viertelfinale.
Zwischen 1988 und 1994 nahm sie an allen vier Europameisterschaften teil. Dabei spielte sie im Mixed mit Jean-Philippe Gatien. Mit ihm gewann sie 1990 den Titel, 1992 kamen sie auf Platz zwei.

## Privates
Wang Xiaomings Mutter war Lehrerin für chinesisch, ihr Vater war Mathematik-Professor. Er starb während der Kulturrevolution Ende der 1960er Jahre. Zur Familie gehört ihre drei Jahre ältere Schwester Yu Mei. 1991 heiratete Wang Xiaoming einen französischen Sportjournalisten. 1994 wurde sie Mutter.

## Turnierergebnisse
| Verband | Veranstaltung       | Jahr | Ort           | Land | Einzel           | Doppel           | Mixed         | Team |
| ------- | ------------------- | ---- | ------------- | ---- | ---------------- | ---------------- | ------------- | ---- |
| FRA     | Europameisterschaft | 1994 | Birmingham    | ENG  | Viertelfinale    | Viertelfinale    | Viertelfinale |      |
| FRA     | Europameisterschaft | 1992 | Stuttgart     | GER  |                  |                  | Silber        |      |
| FRA     | Europameisterschaft | 1990 | Göteborg      | SWE  | letzte 16        | Halbfinale       | Gold          |      |
| FRA     | Europameisterschaft | 1988 | Paris         | FRA  |                  |                  | Viertelfinale |      |
| FRA     | EURO-TOP12          | 1996 | Charleroi     | BEL  | 11               |                  |               |      |
| FRA     | EURO-TOP12          | 1995 | Dijon         | FRA  | 11               |                  |               |      |
| FRA     | EURO-TOP12          | 1991 | Hertogenbosch | NED  | 7                |                  |               |      |
| FRA     | EURO-TOP12          | 1990 | Hannover      | FRG  | 3                |                  |               |      |
| FRA     | EURO-TOP12          | 1989 | Charleroi     | BEL  | 6                |                  |               |      |
| FRA     | Mittelmeerspiele    | 1991 | Athen         | GRE  | Silber           | Silber           |               |      |
| FRA     | Mittelmeerspiele    | 1987 | Latakia       | SYR  | Gold             | Gold             |               |      |
| FRA     | Olympische Spiele   | 1996 | Atlanta       | USA  | sofort ausgesch. | sofort ausgesch. |               |      |
| FRA     | Olympische Spiele   | 1992 | Barcelona     | ESP  | sofort ausgesch. | sofort ausgesch. |               |      |
| FRA     | Weltmeisterschaft   | 1995 | Tianjin       | CHN  | letzte 64        | letzte 32        | keine Teiln.  | 13   |
| FRA     | Weltmeisterschaft   | 1991 | Chiba City    | JPN  | letzte 64        | letzte 16        | Viertelfinale | 3    |
| FRA     | Weltmeisterschaft   | 1989 | Dortmund      | FRG  | Viertelfinale    | Viertelfinale    | letzte 128    | 17   |
| FRA     | Weltmeisterschaft   | 1987 | New Delhi     | IND  | keine Teiln.     | keine Teiln.     | keine Teiln.  | 16   |
| FRA     | World Doubles Cup   | 1990 | Seoul         | KOR  |                  | Viertelfinale    |               |      |
| FRA     | WTC-World Team Cup  | 1994 | Nimes         | FRA  |                  |                  |               | 5    |
| FRA     | WTC-World Team Cup  | 1991 | Barcelona     | ESP  |                  |                  |               | 5    |